# Чувахлей
Чувахлей — деревня в Вадском муниципальном округе Нижегородской области России.

## География
Деревня находится на юге центральной части Нижегородской области, в зоне хвойно-широколиственных лесов, к югу от автодороги 22К-0050, на расстоянии приблизительно 4 километров (по прямой) к юго-западу от села Вад, административного центра района. Абсолютная высота — 139 метров над уровнем моря.
Климат
Климат характеризуется как умеренно континентальный, с тёплым летом и холодной продолжительной зимой. Среднегодовая температура — 3,2 °C. Средняя температура воздуха самого тёплого месяца (июля) — 18,8 °C (абсолютный максимум — 37 °C); самого холодного (января) — −12,4 °C (абсолютный минимум — −43 °C). Безморозный период длится 133 дня. Среднегодовое количество атмосферных осадков составляет 430 мм, из которых 326 мм выпадает в период с апреля по октябрь. Устойчивый снежный покров устанавливается в конце октября — начале ноября и держится около 140 дней.
Часовой пояс
Деревня Чувахлей, как и вся Нижегородская область, находится в часовой зоне МСК (московское время). Смещение применяемого времени относительно UTC составляет +3:00.

## Население
| 1999 | 2002 | 2010 |
| ---- | ---- | ---- |
| 5    | ↘1   | ↗10  |

Национальный состав
Согласно результатам переписи 2002 года в деревне проживал один житель русской национальности.